# KPP BEST
『KPP BEST』（ケーピーピーベスト）は、きゃりーぱみゅぱみゅのベスト・アルバム。

## 解説
- 「PONPONPON」以降の全シングル曲に加え、一部のアルバム曲、新曲を含む2枚組の初のベストアルバム。デビュー5周年を記念して制作された。
- 初回限定盤と通常盤の2種類での発売。初回盤には中田ヤスタカによる収録曲のうち10曲の別バージョンが収録されたCDと、きゃりーぱみゅぱみゅ自身の過去を振り返るインタビューを収録したDVD付き。超限定リアルお顔パッケージ仕様。
- 週間オリコンランキングで2位を獲得した。

## 収録曲

### DISC-1
1. KPP ON STAGE
2. PONPONPON
  - 配信シングル。
3. チェリーボンボン
  - ミニアルバム「もしもし原宿」収録曲。
4. つけまつける
  - 1stシングル表題曲。
5. きゃりーANAN
  - 1stシングル収録曲。
6. CANDY CANDY
  - 2ndシングル表題曲。
7. ファッションモンスター
  - 3rdシングル表題曲。
8. キミに100パーセント
  - 4thシングル表題曲。
9. ふりそでーしょん
  - 4thシングル表題曲。
10. ファミリーパーティー -album mix-
  - 9thシングル。3rdアルバムに収録されたバージョンで収録。
11. Super Scooter Happy
  - 2ndアルバム収録曲。capsuleのカバー。
12. ゆめのはじまりんりん -album mix-
  - 8thシングル表題曲。3rdアルバムに収録されたバージョンで収録。

### DISC-2
1. にんじゃりばんばん
  - 5thシングル表題曲。
2. もったいないとらんど
  - 7thシングル表題曲。
3. 5iVE YEARS MONSTER
  - 新曲。
4. きらきらキラー
  - 数量限定シングル表題曲。
5. インベーダーインベーダー
  - 6thシングル表題曲。
6. 完全形態
  - 新曲。
7. トーキョーハイウェイ
  - 3rdアルバム収録曲。
8. Crazy Party Night 〜ぱんぷきんの逆襲〜
  - 11thシングル表題曲。
9. No No No
  - 11thシングル収録曲。
10. もんだいガール
  - 10thシングル表題曲。
11. コスメティックコースター
  - 12thシングル収録曲。
12. 最&高
  - 12thシングル表題曲。

### 初回盤ボーナスCD
1. チェリーボンボン -extended mix-
  - 1枚目のシングル「つけまつける」収録。
2. ちょうどいいの -extended mix-
  - 2枚目のシングル「CANDY CANDY」収録。
3. つけまつける -extended mix-
  - 3枚目のシングル「ファッションモンスター」収録。
4. CANDY CANDY -remix-
  - 10枚目のシングル「もんだいガール」収録。
5. みんなのうた -extended mix-
  - 5枚目のシングル「にんじゃりばんばん」収録。
6. ファッションモンスター -extended mix-
  - 6枚目のシングル「インベーダーインベーダー」収録。
7. にんじゃりばんばん -extended mix-
  - 7枚目のシングル「もったいないとらんど」収録。
8. インベーダーインベーダー -extended mix-
  - 9枚目のシングル「ファミリーパーティー」収録。
9. もったいないとらんど -extended mix-
  - 8枚目のシングル「ゆめのはじまりんりん」収録。
10. きらきらキラー -extended mix-
  - 限定シングル「きらきらキラー」収録。

### 初回盤ボーナスDVD
1. きゃりーぱみゅぱみゅ 5年目の真実